# Sesvenna
Munții Sesvenna sunt un lanț muntos din Alpii Orientali Centrali, stăbătuți de râurile Inn și Adige, situat în estul Elveției, respectiv nordul Italiei.
Munții Sesvenna se învecinează cu Munții Silvretta la nord și cu Munții Albula la vest, de care-i separă valea cursului inferior al râului Engadin; la sud-vest, dincolo de trecătoarea Ofen și Valea râului Müstair se află Munții Livigno. La est se află Alpii Ötztal, de care-i separă valea cursului superior al râului Adige și trecătoarea Reschen.
Munții Sesvenna sunt străbătuți de râurile Inn și Adige.

## Vârfuri
Principalele vârfuri din Munții Sesvenna sunt:
- Piz Sesvenna - 3221 m
- Piz Pisoc - 3178 m
- Piz Lischana - 3110 m

## Trecători
| Denumire         | Traseu                                     | Acces          | Înălțime (m) | Înălțime (m) |
| ---------------- | ------------------------------------------ | -------------- | ------------ | ------------ |
| Cruschetta       | de la Scuol la Taufers im Münstertal-Tubre | drum forestier | 2316         |              |
| Passo di Slingia | de la Ramosch la Mals-Malles Venosta       | potecă         | 2298         |              |
| Scarl            | de la S-charl la Val Müstair               | drum forestier | 2251         |              |
| Ofen             | de la Zernez la Val Müstair                | șosea          | 2155         |              |